# Peter Weibel (Radsportler)
Peter Weibel (* 14. September 1950 in Hockenheim; † 9. August 2017) war ein deutscher Radrennfahrer und -trainer.

## Sportliche Laufbahn
Weibel begann seine Karriere beim RC Chio Mannheim. Sein größter Erfolg als Radrennfahrer war der Gewinn der Rheinland-Pfalz-Rundfahrt 1973. Bei den UCI-Straßen-Weltmeisterschaften 1974 in Montreal wurde er Fünfter im Straßenrennen der Amateure und bei den Olympischen Sommerspielen 1976, ebenfalls in Montreal, Vierter im Mannschaftszeitfahren, mit Friedrich von Loeffelholz, Olaf Paltian und Hans-Peter Jakst. Im olympischen Straßenrennen kam er auf den 46. Platz. Während der Internationalen Friedensfahrt 1975 gewann er als erster Bundesdeutscher eine Etappe. In der Gesamteinzelwertung wurde er 14. 1974 hatte er das Etappenrennen auf dem 13. Rang beendet. 1977 gewann er die Brügelmann-Champion-Wertung, eine Jahreswertung für Amateure des Bundes Deutscher Radfahrer.

## Trainer
Nach seiner aktiven Zeit war Weibel Trainer beim Bund Deutscher Radfahrer (BDR): Zunächst als Assistent von Bundestrainer Klaus-Peter Thaler, ab Februar 1985 dann selbst als Bundestrainer. In seine Zeit fiel die Goldmedaille des Straßenvierers bei den Olympischen Sommerspielen 1992 in Barcelona und der Weltmeister-Titel von Jan Ullrich 1993. Nachdem die Trennung von Profis und Amateuren aufgehoben wurde, war Weibel für die U23-Fahrer zuständig.
2007 wurde Weibel vom BDR wegen Dopingvorwürfen suspendiert, 2009 lief sein Vertrag aus. Im August 2017 erlag Peter Weibel im Alter von 56 Jahren einem Krebsleiden.